# Terrance Cauthen
Terrance Davin Cauthen est un boxeur américain né le 14 mai 1976 à Trenton.

## Carrière
Aux Jeux olympiques d'été de 1996, il combat dans la catégorie des poids légers et remporte la médaille de bronze.